# Drievlakkenstelling
De drievlakkenstelling is een stelling uit de ruimtemeetkunde die gaat over de gemeenschappelijke punten van drie vlakken in de driedimensionale Euclidische ruimte.

## Stelling
Als van drie vlakken in de driedimensionale euclidische ruimte er geen twee evenwijdig zijn, dan zijn er drie mogelijkheden:
1. de drie vlakken hebben één gemeenschappelijk snijpunt;
2. de drie vlakken hebben één gemeenschappelijke snijlijn;
3. de drie vlakken hebben geen gemeenschappelijk punt en de drie snijlijnen die de vlakken twee aan twee hebben, zijn evenwijdig.